# The Master
The Master ist ein US-amerikanisches Filmdrama aus dem Jahr 2012. Die Regie führte Paul Thomas Anderson, der auch das Drehbuch schrieb. Der Film feierte am 1. September 2012 bei den Filmfestspielen von Venedig Premiere. In Deutschland ist der Film seit dem 21. Februar 2013 zu sehen. Der Film wurde unter anderem vom Leben des Scientology-Gründers L. Ron Hubbard inspiriert.

## Handlung
Kurz nach dem Zweiten Weltkrieg gründet der charismatische Intellektuelle Lancaster Dodd, der als „The Master“ bekannt ist, eine eigene Religion namens „Der Ursprung“ („The Cause“). Zu seiner rechten Hand ernennt er den Herumtreiber und Navy-Veteran Freddie Quell. Freddie leidet an einem posttraumatischen Stresssyndrom, das sich bei ihm in den Symptomen Alkoholismus, unnormalem sexuellem Verhalten und erhöhter Reizbarkeit bis hin zur Gewaltanwendung äußert. Freddie hat bereits mehrere Jobs abgebrochen, als er zufällig auf dem am Hafen liegenden Schiff von Lancaster Dodd einschläft. Er wird auf offener See von diesem zur Rede gestellt. Es entsteht ein seltsames Angestellten-Verhältnis, wodurch Freddie in die Arbeit des „Ursprungs“ eingeführt wird. „The Master“ benutzt Freddie als Versuchskaninchen, was er diesem sogar so sagt. Als es während einer Party in New York zum Eklat kommt, verprügelt Freddie kurzerhand dessen Initiator und hofft auf Anerkennung seiner Tat durch Lancaster. Doch dieser beschimpft ihn als „Tier, das seinen eigenen Kot frisst“, und lässt ihn mit seiner Krankheit allein. Es folgt eine Zeit etlicher Sitzungen, in denen Freddie die Zweifler und Befürworter in der Familie mit all ihren Schattenseiten kennenlernt und langsam die Integrität des „Ursprungs“ hinterfragt. Während Dodds neuer Glaube immer mehr Anhänger gewinnt, kommen Freddie langsam Zweifel an seinem Mentor und dem Glaubenssystem, für das er anfangs Feuer und Flamme war.
Als der „Master“ verhaftet wird, weil er eine Klinik ohne Zulassung betreibt und Gelder veruntreute, versucht Freddie erfolglos, ihn zu verteidigen, und wird ebenfalls inhaftiert. Zwischen den beiden kommt es zu einem heftigen Streit, in welchem der innere Konflikt nach außen getragen wird. Nach dieser Szene vertragen sich beide zwar wieder, aber die Sekte empfindet Skepsis und äußert diese am Tisch gegenüber ihrem Meister. Dieser wehrt jedoch alle Zweifel ab und überlässt Freddie die Entscheidung.
Freddie lässt daraufhin alles kommentarlos zurück und flüchtet auf einem Motorrad, um seine deutlich jüngere Jugendliebe Doris zu besuchen. Als er von ihrer Mutter erfährt, dass sie verheiratet ist und in einer anderen Stadt lebt, stürzt er in eine leichte Depression. Da Lancaster ihn bittet, ihn in England zu besuchen, folgt er ihm ein letztes Mal. „Der Ursprung“ hat sich bereits massiv vergrößert und Lancaster bittet ihn, ihm erneut zu helfen und die Sekte zu unterstützen. Freddies Absage „in einem nächsten Leben vielleicht“ persifliert zudem Lancasters Glauben, es gäbe mehrere Leben. Beide gehen als Feinde im Geiste auseinander und Freddie findet endlich eine Freundin; die Hilfe des „Ursprungs“ wird schließlich mit Freddies Fragen an seine Liebste auf ein paar gebliebene sprachliche Muster reduziert und die Hoffnung, ob er normal weiter leben wird können, bleibt dem Zuschauer überlassen.

## Kritiken
„Ab dem Moment, wo Philip Seymour Hoffman die Bühne betritt, ist ‚The Master‘ schlagartig ein Zwei-Mann-Stück: Phoenix-Hoffman, Hoffman-Phoenix. Gegenseitig steigern sie sich noch in eine absurdere Form von Schauspiel hinein, bei der zu jeder Zeit sichtbar sein muss, dass ihr physisches Handwerk eine harte Arbeit und hohe Kunst ist. Mit den verzogenen Lippen, dem gekrümmten Rücken, dem rot angelaufenen Kopf und dem teuflischen Lächeln beanspruchen sie für sich, Leben, Psychologie und Moral der Figuren zu eröffnen, greifbar werden zu lassen, jedenfalls ablesbar.“

„Mit ‚The Master‘, gedreht im heute nur noch sehr selten verwendeten 70 mm-Format, ist dem Wenigfilmer Paul Thomas Anderson ein schwierig einzuordnendes, forderndes und eindrückliches Nachfolgewerk zu There Will Be Blood gelungen, das allerdings auch immer eine gewisse Distanz beibehält. Ein Film, den es schwierig ist zu lieben, der in seiner Machart aber dennoch herausragend ist.“

„[…] ein schauspielerisches Duell zwischen Joaquin Phoenix, der seine Darstellung bis an physische Grenzen treibt, und Philip Seymour Hoffman, der sich nach Capote schon wieder eine zeithistorische Figur regelrecht einverleibt.“

## Auszeichnungen
- Internationale Filmfestspiele von Venedig 2012
  - Silberner Löwe – Beste Regie: Paul Thomas Anderson
  - Coppa Volpi – Bester Darsteller: Philip Seymour Hoffman und Joaquin Phoenix
  - FIPRESCI-Preis

2016 belegte  The Master bei einer Umfrage der BBC zu den 100 bedeutendsten Filmen des 21. Jahrhunderts den 24. Platz.

## Rezeption in der Kunst
In dem Roman Die Fremde (2019) von Claudia Durastanti werden zwei Szenen des Films kurz nacherzählt. Die Ich-Erzählerin sieht den Film im Kino und erkennt Gemeinsamkeiten zwischen Freddie Quell und ihrem Vater.